# Квасов, Алексей Васильевич
Алексе́й Васи́льевич Ква́сов (1718 — 8 [20] февраля 1777) — русский архитектор, младший брат Андрея Квасова, с 1763 года — руководитель архитектурной части Комиссии о каменном строении Санкт-Петербурга и Москвы. Во время городской реформы Екатерины II руководил составлением генеральных планов застройки Адмиралтейской стороны Санкт-Петербурга, Нижнего Новгорода, Твери, Ярославля, Казани, Харькова, которые отличаются чёткостью градостроительных концепций в духе классицизма. Составитель «образцовых» проектов, по которым осуществлялась рядовая застройка русской провинции в период раннего классицизма.

## Биография
Алексей Васильевич Квасов родился в 1718 году. Учился в архитектурной школе при Канцелярии от строений у Никола Жирар, а затем у Семёна Волкова. Его старший брат Андрей Квасов был помощником архитектора М. Г. Земцова. Позже он уехал на Украину и в Петербург не возвращался.

С 1758 года Алексей Квасов работал при Сенате, где его руководителем был архитектор А. Ф. Вист.

В 1763 году Комиссией о каменном строении была опубликована конкурсная программа на составление генерального плана города с целью его дальнейшего благоустройства. Итогом конкурса стал план реконструкции центральной — Дворцовой площади Петербурга, выполненный Алексеем Квасовым и утверждённый 8 февраля 1765 года.

Под его руководством был разработан проект реконструкции набережных Фонтанки. Были перекинуты семь однотипных каменных мостов с башенками. Также Квасов руководил разработкой плана установки мостов через Мойку.

К 1770 году Квасов начал реконструкцию 1-й Адмиралтейской части города. Утвердил проекты полуциркульной формы Дворцовой площади и площади перед зданием Двенадцати коллегий.

Квасов также участвовал в разработке генерального плана Москвы, Твери, Тобольска, Тюмени, Харькова, Нижнего Новгорода, Астрахани. В последние месяцы жизни Комиссия рассматривала планы перестройки Вышнего Волочка, Боровичей, Валдая, Осташкова.

Умер Алексей Васильевич Квасов 8 февраля 1772 года. После него должность в Комиссии занял Иван Егорович Старов.